# Styringomyia melania
Styringomyia melania är en tvåvingeart som beskrevs av Edwards 1925. Styringomyia melania ingår i släktet Styringomyia och familjen småharkrankar. Inga underarter finns listade i Catalogue of Life.